# الجو الاسفل (شرس)

تعديل مصدري - تعديل

الجو الاسفل هي إحدى قرى عزلة بيت قدم بمديرية شرس التابعة لمحافظة حجة، بلغ تعداد سكانها 111 نسمة حسب تعداد اليمن لعام 2004.